# Meniscomorpha venusia
Meniscomorpha venusia là một loài tò vò trong họ Ichneumonidae.